# Beispiel

Beispielbild als Bildbeispiel

Ein Beispiel wird als Erläuterung oder Beweis für etwas Allgemeines oder als musterhafter Einzelfall oder Vorbild herangezogen. Laut Duden ist ein Beispiel ein „beliebig herausgegriffener, typischer Einzelfall als Erklärung für eine bestimmte Erscheinung oder einen bestimmten Vorgang; Exempel“.

## Etymologie
Der zweite Wortbestandteil -spiel ist wie in Kirchspiel im Spätmittelhochdeutschen volksetymologisch an Spiel angelehnt worden. Das Grundwort dazu lautete im Althochdeutschen spel für „Erzählung, Rede“, im Altenglischen spell für „Erzählung, Geschichte, Rede, Ausspruch“ und im Altnordischen spjall (auch „Zauberspruch“) und Gotischen spill für „Sage, Fabel“. Im Außergermanischen sind im Altgriechischen ἀπειλή apeilḗ „ruhmredige Verheißung, Drohung“ sowie im Lettischen pelt „schmähen, verleumden, tadeln“ vergleichbar, so dass von einer gemeinsamen indogermanischen Wurzel (s)pel- „laut, nachdrücklich sprechen“ ausgegangen werden kann. In der englischen Sprache wird heute noch mit spell „Zauberwort“ und mit gospel „Evangelium“ (von altenglisch gōdspel „Evangelium“, wörtlich „gute Botschaft“) bezeichnet.
Das mit bī- („bei“) zusammengesetzte westgermanische Kompositum bīspil „lehrhafter Spruch, Gleichnis“ – etwa mittelhochdeutsch bīspel, mittelniederdeutsch bīspē̌l, bīspil, mittelniederländisch bispel – bezeichnete „zur Belehrung erdichtete Geschichte, Fabel, Gleichnis, Sprichwort“; das Altenglische bīspell „Beispiel, Gleichnis“ bedeutete „das nebenbei Erzählte“. Martin Luther verwendet Beispiel vor allem im Sinne von „lehrreiches Faktum zur Nachahmung oder zur Abschreckung“. Unter Einfluss des lateinischen exemplum entwickelte sich seit dem 16. Jahrhundert die Bedeutung „Vorbild, Muster“. Auf französischem Einfluss beruhen die Verbindungen zum Beispiel (nach par exemple) und ohne Beispiel (nach sans exemple) Ende des 17. Jahrhunderts. Das Adverb beispielsweise als Variation zu „zum Beispiel“ entwickelte sich Ende des 17. Jahrhunderts, das Adjektiv beispiellos „einmalig, noch nicht dagewesen, unerhört“ entstand in der zweiten Hälfte des 18. Jahrhunderts und beispielhaft „vorbildlich, mustergültig“ Anfang des 20. Jahrhunderts.

## Rhetorische Stilfigur
Nach Gert Ueding bezeichnet ein Beispiel (lateinisch exemplum) in der Rhetorik einen Kontext von Beweisen und Argumenten. Für Quintilian ist das Exemplum ein der Rede zugefügter, veranschaulichender Beleg, oder auch „die Erwähnung eines zur Überzeugung von dem, worauf es dir ankommt, nützlichen, wirklichen oder angeblich wirklichen Vorgangs“. Allerdings muss im Gegensatz zu Indizien der Zusammenhang zum Redegegenstand erst noch durch den Autor, bzw. den Redner hergestellt werden. Sie habe aber nicht „bloß Beweis- oder Belegfunktion“, sondern solle „am einsichtigen, anschaulichen, möglicherweise allgemein bekannten Fall einen schwer zugänglichen, spröden oder abstrakten Sachverhalt“ erleuchten und hat somit „auch schmückende, unterhaltende, also emotional bewegende Wirkung“ und gehöre zu den rhetorischen Figuren.
Die Rhetorik unterscheidet dabei drei Typen von Beispielen:
- Das Beispiel aus dem gegenwärtigen Leben, aus der unmittelbaren Zeitgeschichte. Der Glaubwürdigkeit würde nach Ueding hier einen hohen Wert eingeräumt, „da es aus einer wahren Begebenheit stammt, die allgemein bekannt ist oder nachgewiesen werden kann“.
- Das Beispiel aus der Geschichte. Das historische Exempel würde wohl am meisten gebraucht, da es „nicht nur auf Wahrheit beruhe, sondern darüber hinaus autoritätshaltig“ sei. Es ist – so Ueding – „auch das durch die Geschichte schon bewährte, durch vorbildliche historische Personen bekräftigte, in seinen Auswirkungen weitgehend überschaubare Geschehen, das die Überzeugungskraft der Tradition mitbringt“.
- Das poetische Exempel; seine Glaubwürdigkeit sei geringer, „weil ihm historische Wahrheit gar nicht oder nur in einem sehr vermittelten Sinne zukommt.“ Doch könne es „eine existenzielle, religiöse oder allgemein geistige Wahrheit vermitteln“ und so „in vielen Bereichen der öffentlichen Rede wirksamer, ja glaubwürdiger sein als das empirisch stichhaltige Faktum.“ Beispielsweise wird in Ferdinand Freiligraths Gedicht Hamlet von 1844, das mit der Zeile beginnt „Deutschland ist Hamlet“, der zaudernde Hamlet mit der politischen Situation des vormärzlichen Deutschlands verglichen.

## Trivia
Die Angabe von Beispielen erfolgt im deutschen Sprachgebrauch häufig mit der Formulierung zum Beispiel, die dann oft mit z. B. abgekürzt wird. Die korrekte Schreibweise ist mit Punkten und Leerzeichen, in Österreich ist auch die Schreibweise ohne Punkte und Leerzeichen (zB) zulässig.